# Záliv Učiura
Záliv Učiura (japonsky 内浦湾) je záliv nacházející se na jihovýchodně od ostrova Hokkaidó v severním Japonsku. Je také známý pod jménem záliv Funka (噴火湾, Funka wan, doslova Sopečný záliv).

## Dějiny
Pobřeží zálivu bylo poprvé osídleno lidmi Džómon již v roce 4000 před naším letopočtem. Podél pobřeží zálivu byly nalezeny obchodní osady, jako je například Ōfune Site, ve kterých lidé Džómon používali záliv pro obchodní cesty do dalších osad v severním Tóhoku. V moderní historii byla zátoka zmapována poprvé během konce osmnáctého století velitelem královského námořnictva Williamem Robertem Broughtonem a posádkou HMS Providence během erupce nedaleké sopky Usu. Vzhledem k erupci sopky členové expedice označili zátoku jako „Sopečný záliv“. Velitel lodě Robert Broughton a jeho posádka měli velké množství kontaktů lidem s Ainu a Japonci žijícími kolem zálivu při průzkumu pobřeží zálivu. Na večírku si vyměnili mapy s japonskými a ruskými námořníky.

## Geografie
Záliv Učiura se nachází na východ od poloostrova Ošima, který vyčnívá z jihozápadní části Hokkaida na jih směrem k ostrovu Honšú a nachází se jih od subprefektury Iburi na západě ostrova. Jedná se o záliv Tichého oceánu s celkovou rozlohou 2 485 čtverečných kilometrů. Jeho hranici s Tichým oceánem označuje 30,2 km dlouhá čára mezi stratovulkánem Komagatake a mysem Chikiu. Byl známý jako „záliv Erupcí“, nebo jako „sopečný záliv“ díky erupci sopky Mount Usu v době, kdy byla zátoka dokumentována západními průzkumníky na konci osmnáctého století. Kromě Mount Usu lemuje pobřeží zálivu Učiura několik dalších sopek. Záliv byl také nazýván Iburský záliv, pravděpodobně kvůli jeho blízkosti k subprefektuře Iburi.

## Živočišný a rostlinný život
Zátoka je spojnicí mezi arktickým mořským životem ve vodách kolem severního Hokkaida a východního Ruska a mírnějším mořským ekosystémem ve zbytku Japonska. Ve vodách zátoky Učiura žije malá ryba arktická duha (Osmerus mordax dentex), japonská mihule, platýz, několik druhů měkkýšů a řas. Praxe chovu lastur byla poprvé použita v zátoce Učiura obyvateli města Toyoura na severním pobřeží zálivu.